# Fossette supraméatique
La fossette supraméatique (ou area cribrosa du temporal ou zone criblée du temporal ou zone criblée rétroméatique) est une surface légèrement déprimée située entre la paroi postérieure du conduit auditif externe et la racine postérieure du processus zygomatique de l'os temporal, en arrière de l'épine supraméatique.
Elle est criblée de petits orifices vasculaires.
C'est un point d'accès à l'antre mastoïdien.